# Bert Neumann

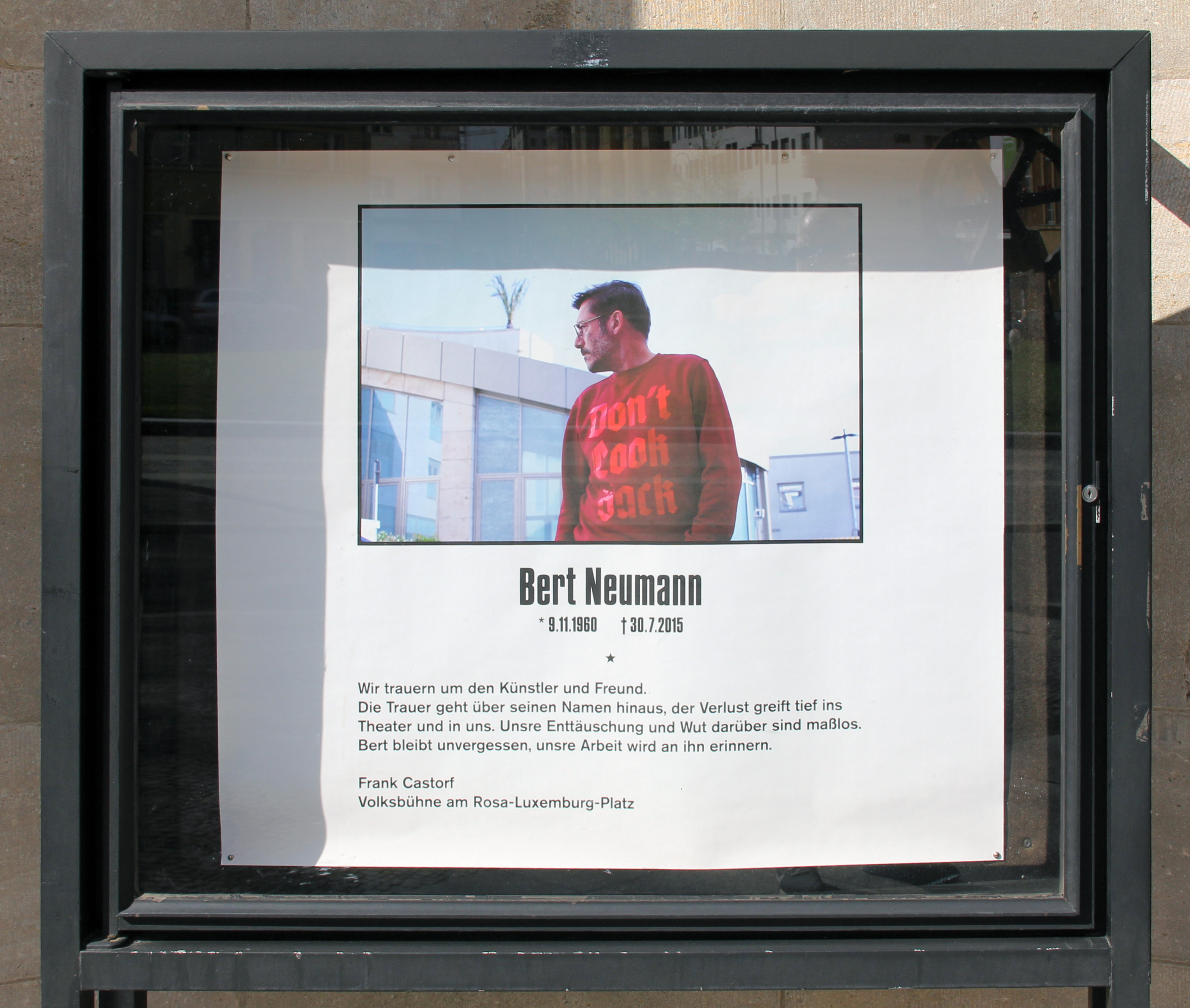
Temporäre Gedenktafel, Rosa-Luxemburg-Platz 1, in Berlin-Mitte

Bert Neumann (* 9. November 1960 in Magdeburg; † 30. Juli 2015 in Mecklenburg-Vorpommern) war ein deutscher Maler, Grafiker und Bühnen- und Kostümbildner. Er ist unter anderem für das Räuberrad bekannt, das Emblem der Berliner Volksbühne.

## Leben
Neumann wuchs zusammen mit seiner Schwester Aenne Quiñones als Sohn einer Architektin und eines Architekten in Berlin-Treptow auf. 1979 erhielt er das Abitur. Anschließend arbeitete er in der Volksbühne am Rosa-Luxemburg-Platz als Bühnentechniker, bevor er im Archiv der Abteilung Darstellende Kunst in der Akademie der Künste (Ost) zu arbeiten begann. 1980 bis 1985 studierte er an der Kunsthochschule Berlin-Weißensee und schloss das Diplom für Bühnen- und Kostümbild mit „sehr gut“ ab. Im Anschluss wurde er für drei Jahre an das Hans Otto Theater in Potsdam verpflichtet, jedoch wurde der Vertrag nach zwei Spielzeiten im gegenseitigen Einvernehmen aufgehoben.
Mit dem Verkauf von selbst bedruckten T-Shirts, die er zusammen mit Lenore Blievernicht entwarf, bereisten beide anschließend die DDR zwischen Leipzig, Dresden, Warnemünde und Wismar. 1986 und 1988 brachte Lenore Blievernicht die gemeinsamen Söhne Leonard und Silvester zur Welt. 2003 kam Neumanns jüngerer Sohn bei einem Brand in der elterlichen Wohnung ums Leben.
Seit 1988 arbeitete Neumann als freier Künstler. Ins selbe Jahr fiel die erste Zusammenarbeit mit Frank Castorf an der Volksbühne in Berlin, wo sie 1990 gemeinsam Schillers Räuber inszenierten. 1989 fand Neumanns erste Ausstellung Werk III Das Schweigen der Sirenen, die er gemeinsam mit dem Maler Volker Mehner erarbeitet hatte, in der Galerie „Weißer Elefant“ statt. 1990 gründete Neumann zusammen mit Lenore Blievernicht und Susanne Schuboth, die nach zwei Jahren in die Niederlande zog, das autonome Grafikbüro Last Second Design (LSD). Dieses entwarf in der Folge – vom Programmzettel (statt -heft) bis zum Räuberrad – das imagebildende Marketing der Volksbühne.

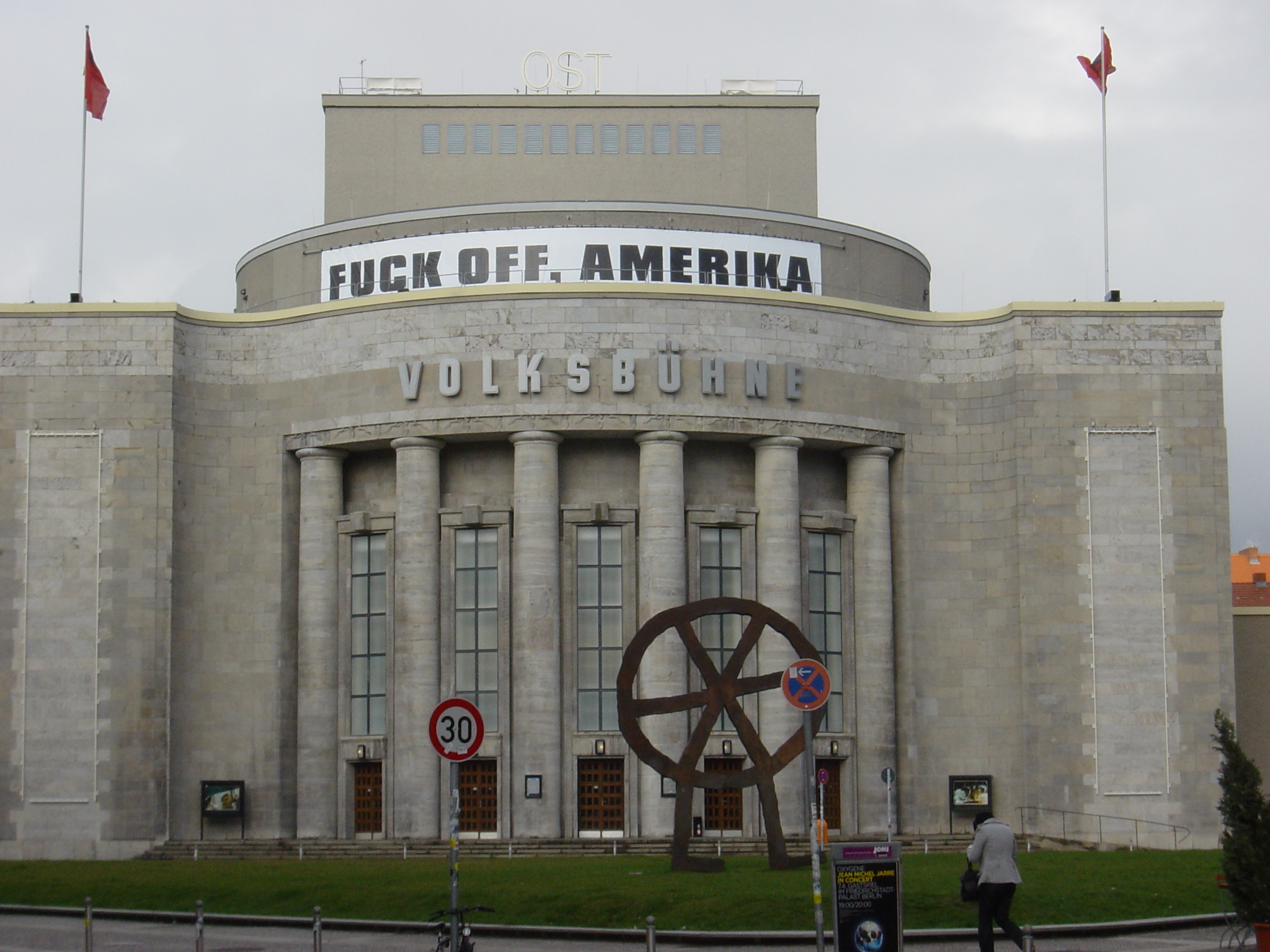
Für Wahrzeichen der Volksbühne, wie Signet oder „Bandenwerbung“, zeichnete Neumann verantwortlich.

Seit 1992 war er Chef-Bühnenbildner an der Volksbühne am Rosa-Luxemburg-Platz. Neumann arbeitete in der Folgezeit u. a. mit den Regisseuren Thomas Langhoff, Peter Konwitschny, Christoph Schlingensief und Leander Haußmann zusammen, für dessen Film Sonnenallee er auch die Kostüme entwarf. Kontinuierlich arbeitete Neumann, außer mit Castorf, seit 2000 ebenfalls mit dem Autor und Regisseur René Pollesch zusammen, von 2003 bis 2014 auch mit Johan Simons. Als Bühnenbildner wirkte Neumann, der bis 2010 neben Castorf Co-Leiter der Berliner Volksbühne war, auch an Theatern wie der Opéra National de Paris, der Staatsoper Stuttgart, hier mit Jossi Wieler und Sergio Morabito, und der De Nederlandse Opera, Amsterdam.
Mit der „Rollenden Roadschau“ (RRS) der Volksbühne konzipierte Neumann zusammen mit Hannah Hurtzig eine Form der aus dem Theater in die Vororte der Städte hinausgetragenen „Schauspiel-Lust“. Auf der Expo 2000 in Hannover beginnend, tourte die RRS weiter nach Berlin und anschließend über Saõ Paulo, Schwedt, Mühlheim und Sofia um die Welt. Die vier Wagen der RRS gastierten im September 2011 in Tokio und zum letzten Mal 2017 in Athen.
Neumann war bis 1990 Mitglied des Verbands Bildender Künstler der DDR. 2009 wurde er zum Mitglied der Berliner Akademie der Künste berufen. 2010 stellte Neumann unter dem Titel Setting of a Drama im Wiener Augarten Contemporary aus.
Neumann starb in seinem Haus in Mecklenburg-Vorpommern.
2018 gründeten Lenore Blievernicht und Leonard Neumann die gemeinnützige Bert-Neumann-Association zur Bewahrung des künstlerischen Nachlasses von Bert Neumann. Neumanns Räuberrad wurde im September des Jahres am Rosa-Luxemburg-Platz nach vorangehender Kontroverse wieder aufgestellt. 2022 organisierte die Bert-Neumann-Association in Mecklenburg-Vorpommern unweit des Wohn- und Arbeitsortes von Bert Neumann die Ausstellung Raststätte 1km in der Galerie von Burg Klempenow.

## Werke (Auswahl)
- 2002: Stadt als Beute, von Tim Staffel, Volksbühne im Prater, Regie: René Pollesch[15][16]

## Auszeichnungen
- 1998 Kainz-Medaille Österreich
- 2000 Kritikerpreis der Berliner Zeitung
- 2001 Bühnenbildner des Jahres, Theater heute
- 2002 Bühnenbildner des Jahres, Theater heute
- 2003 Bühnenbildner des Jahres, Theater heute
- 2003 Theaterpreis Berlin, Stiftung Preußische Seehandlung Berlin[17]
- 2003 Nestroy-Theaterpreis für die Beste Ausstattung (Österreich)
- 2015 Hein-Heckroth-Bühnenbildpreis, Hein-Heckroth-Gesellschaft Gießen[18]
- 2016 Bühnenbildner des Jahres, Theater heute (posthum)[19]
- 2019 Spezialpreis der Jury der Prager Quadriennale (posthum)[20]

## Würdigung
Der Kritiker Peter Laudenbach sagte über Bert Neumann in der Süddeutschen Zeitung, er sei „der wichtigste Bühnenbildner seiner Generation“. Michael Laages urteilte in Deutschlandfunk Kultur, er sei „der prägendste unter den Bühnenbildnern und Raumgestaltern im deutschen Theater“ gewesen, also das was man „stilprägend“ nennt. Der Dramaturg Carl Hegemann stellte in der FAZ heraus, Neumann „setzte Trends und beeinflusste die Mode und auch die Werbung stark“.

## Teilnahme an Ausstellungen (mutmaßlich unvollständig)
- 1981: Berlin, Galerie am Prater („Berliner Grafik IX.“)
- 1989: Berlin, Ausstellungszentrum am Fernsehturm („Zweite Ausstellung Berliner Junger Künstler“)
- 1990: Berlin, Kunstforum der Grundkredit-Bank („Bühnenbildner aus der DDR“)
- 1998: Berlin, Pratergalerie („25 Jahre Galerie am Prater“)